# Paolo Emilio Bergamaschi
Pour les articles homonymes, voir Bergamaschi.
 (août 2018).
Paolo Emilio Bergamaschi, né le 15 février 1843 à Pontecorvo en Italie et mort le 10 février 1925 à Troia en Italie, est un archevêque catholique italien du XXe siècle.

## Biographie
Le 12 juin 1893, il est nommé évêque de Terracina, puis consacré le 16 juillet de la même année. Le 19 juin 1899, il est nommé évêque de Troia.
Pendant son ministère épiscopal, il embellit le palais de l'évêque avec des sculptures et complète à ses frais, la dotation des monumentales cloches en bronze de la cathédrale. Le 26 juillet 1910, il démissionne et est promu archevêque d'Areopolis (de) en même temps, fonction qu'il assume jusqu'à sa mort.